# Ropa de cama

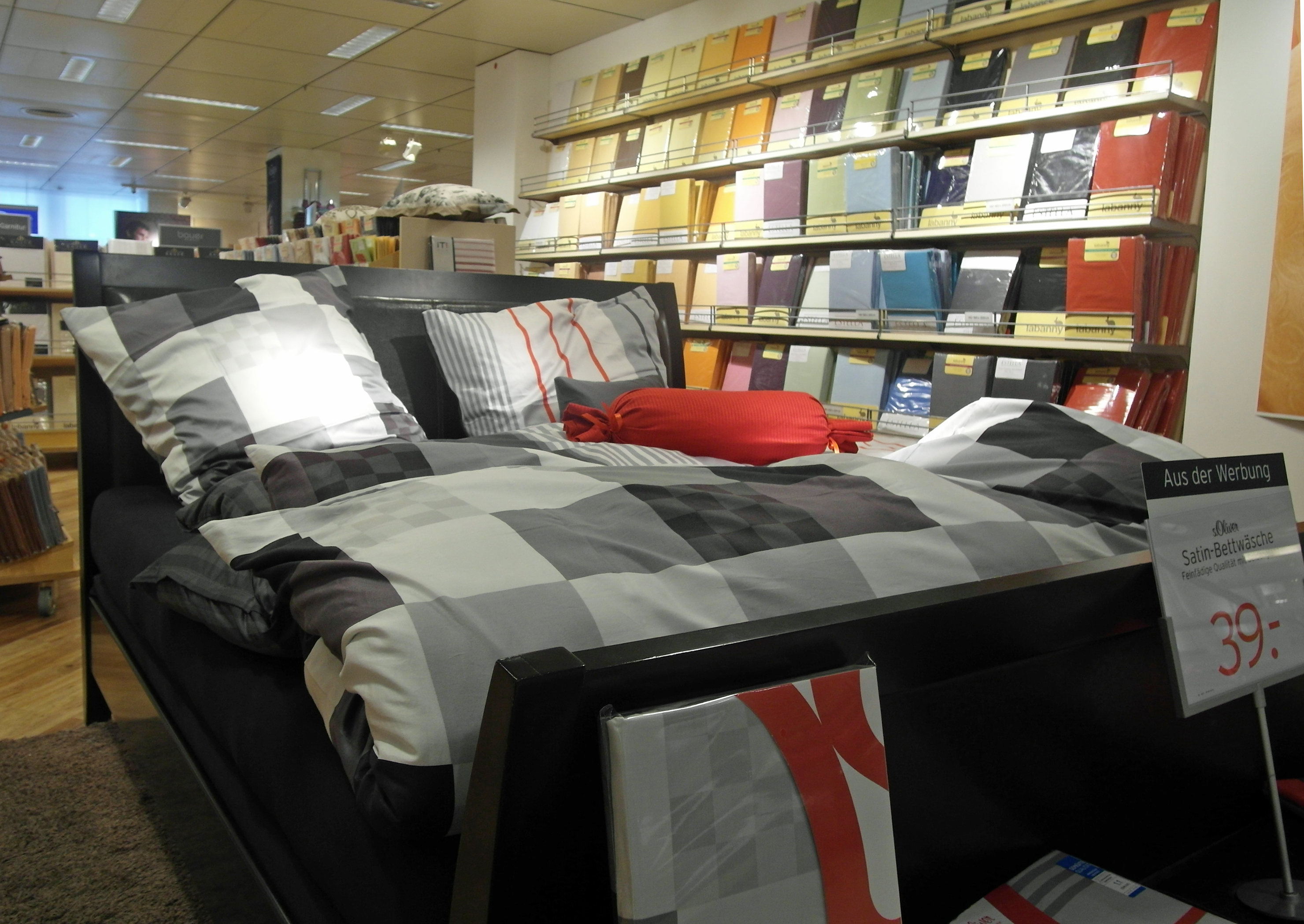
Ropa de cama en una tienda minorista

La ropa de cama  está formada por los materiales que se colocan sobre el colchón de una cama por motivos de higiene, calor, protección del colchón y efecto decorativo. La ropa de cama es la parte extraíble y lavable de un entorno de descanso humano. A menudo se lavan varios juegos de sábanas para cada cama de forma rotativa y/o se cambian cada temporada para mejorar la comodidad del sueño a distintas temperaturas ambiente. La mayoría de las medidas estandarizadas para la ropa de cama son rectangulares, pero también existen algunas de forma cuadrada, que permiten al usuario poner la ropa de cama sin tener que considerar su orientación longitudinal (por ejemplo, un edredón de 220 cm × 220 cm).  
Un juego de cama se compone generalmente de una sábana bajera que cubre el colchón, una sábana encimera, una manta, una colcha o un edredón. A veces se utiliza una funda nórdica además o en lugar de la sábana encimera; y varias almohadas con fundas de almohada. Pueden añadirse mantas adicionales, etc. para garantizar el aislamiento necesario en las zonas frías para dormir. Una práctica común entre los niños y algunos adultos es decorar la cama con peluches, muñecas y otros juguetes blandos. No se incluyen en la denominación de ropa de cama, aunque pueden proporcionar calor adicional al durmiente. 

## Historia
Alrededor del año 3400 a. C.., los faraones egipcios levantaron sus camas del suelo y durmieron sobre una superficie elevada. La ropa de cama evolucionó ampliamente en Egipto. Se consideraba un símbolo de luz y pureza, así como de prosperidad. Las momias egipcias solían envolverse en ropa de cama. La complejidad de las aplicaciones ha aumentado con la investigación y el desarrollo de los materiales de la ropa de cama a lo largo de los años.
Los colchones del Imperio Romano se rellenaban con lana, plumas, cañas o heno. Las camas se decoraban con pintura, bronce, plata, joyas y oro. Curiosamente, era raro que una pareja romana pasara la noche junta. Era más común que cada cónyuge tuviera una habitación separada. Los investigadores creen que la cama romana era sin duda menos cómoda que la actual.
Durante el Renacimiento, los colchones se rellenaban con paja y plumas y luego se cubrían con sedas, terciopelos o satén. Los doseles bordados y las colgaduras ornamentales, así como la aparición del colchón de plumas, hicieron que las camas se volvieran extremadamente caras, a menudo heredadas de generación en generación.
En el siglo XVIII, los europeos empezaron a utilizar somieres de hierro fundido y colchones de algodón. Hasta entonces, los parásitos se aceptaban sin más como componentes de las camas más reales.
En el siglo XIX se inventó el somier.
En el siglo XX, en Estados Unidos, los consumidores compraron el colchón de muelles interiores, seguido en la década de 1960 por la cama de agua (originaria de la costa oeste), y la adopción de futones de estilo japonés, colchones de aire y colchones y almohadas de gomaespuma.

## Materiales
Las sábanas ligeras blancas, de colores sólidos o estampadas, de tejido liso, satinado o de franela de algodón o mezclas de algodón y poliéster son los tipos más comunes de sábanas, aunque también pueden utilizarse lino y seda, incluso combinados. El plumón de ganso o pato y otras plumas se utilizan con frecuencia como relleno cálido y ligero en edredones, colchas y edredones. Pero este tipo de relleno puede sobresalir en parte incluso del tejido tupido y ser irritante para muchas personas, sobre todo las alérgicas. Se comercializan alternativas naturales y sintéticas al plumón. El algodón, la lana o el poliéster se suelen utilizar como relleno en edredones y colchas. Son menos caros y más fáciles de lavar que el plumón natural o las plumas. Las fibras sintéticas son mejores en forma de guata termofusionada (donde las fibras se cruzan). Para las mantas suelen utilizarse tejidos gruesos de lana, algodón, acrílico u otras microfibras sintéticas, o mezclas de éstas. El tejido producido a partir de urdimbre y trama de algodón, urdimbre de algodón y trama de lyocell presenta una mejora significativa en todos los sentidos y es el más adecuado para confeccionar ropa de cama.

## Elementos de la ropa de cama
| Nombre(s)                                                     | Imagen | Descripción |
| ------------------------------------------------------------- | ------ | --- |
| Falda de cama                                                 |        | Es una pieza decorativa utilizada para cubrir el somier y las patas de la cama. Se coloca entre el colchón y el somier y cuelga a nivel del piso. |
| Cubrecama o colcha                                            |        | Cubrecama, a menudo decorativo, con laterales que llegan hasta el suelo o cerca de él. Protege la ropa de cama, incluidas las almohadas, durante el día del polvo u otra contaminación. No necesita falda y fue muy popular en Norteamérica tras la II Guerra Mundial. Puede retirarse por la noche y, si se desea, sustituirse por una funda nórdica.                         |
| Frazada o manta                                               |        | Prenda de lana u otro material, tupida y generalmente peluda, de forma rectangular, que sirve para abrigarse en la cama. |
| Almohada cilíndrica                                           |        | Es una almohada larga y estrecha, generalmente cilíndrica rellena de plumas. Utilizada para decoración o soporte lumbar cuándo se coloca en la cabecera. |
| Cojín boudoir                                                 |        | Cojines o acericos rectangulares pequeños de uso decorativo. |
| Comforter                                                     |        | Cubierta de cama, utilizada como manta, que tiene relleno y no es excepcionalmente mullida. Suele ser reversible y lavable a máquina. Los comforter suelen combinarse con un faldón para formar un conjunto completo, ya que los laterales sólo llegan hasta la mitad del suelo. Se diferencia de un edredón en que sus capas no están acolchadas. (Véase también "edredón").  |
| Coverlet                                                      |        | Estilo del cubrecama utilizado antes del siglo XX en América. Normalmente no llega al piso, y no cubre los faceruelos o cojines. |
| Cubrelecho                                                    |        | Cobertor relleno de plumón o plumas, o una combinación de ambos, y utilizado como una manta. Normalmente no tan delgado como comforter, pero puede ser referido a como "abajo comforter". |
| Funda nórdica                                                 |        | Cubierta decorativa y protectora de un edredón. La mayoría de las fundas nórdicas tienen un cierre de botón o corbata en un extremo. Los australianos utilizan el término "funda de doona" en lugar de "funda de edredón". Suele tener un número de hilos de 180-400 por pulgada cuadrada (o, lo que es lo mismo, un número de hilos de 280-620 por 10 centímetros cuadrados). |
| Cojín europeo (o cojín Continental)                           |        | Un cojín europeo o continental, es un cojín cuadrado grande que se utiliza para decorar colocándose en la cabecera de la cama. Por lo general se colocan detrás de los faceruelos de medida estándar o encima de estos y cubiertos por el edredón. |
| Funda decorativa europea)                                     |        | Es la funda decorativa utilizada para cojines grandes de un tamaño de 75 cm x 75 cm. |
| Cama de pluma                                                 |        | Plumas contenidas en una funda de tela que se coloca encima del colchón como cubrecolchón. El colchón de plumas suele tener cintas elásticas o incluso una sábana bajera para que se adapte al colchón y se mantenga en su sitio. |
| Sábana                                                        |        | Cada una de las dos piezas de lienzo u otro tejido, de tamaño suficiente para cubrir la cama y colocar el cuerpo entre ambas. Algunos conjuntos de edredones no incluyen sábanas. El edredón tiene un relleno que reemplaza a la sábana. |
| Sábana bajera                                                 |        | Es la sábana que se ajusta al colchón. Las sábanas ajustables están disponibles con distintos grosores, que dependen del grosor del colchón. El tamaño estándar en Norteamérica es de 18 a 23 cm (7 a 9 pulgadas). Las hay de 25 a 33 cm (10 a 13 pulg.). |
| Cubrecolchón También conocido como sobrecolchón o bajocolchón |        | Se utiliza encima del colchón y debajo de una sábana bajera para añadir comodidad o para proteger el colchón de la suciedad provocada por el uso. |
| Protector de colchón                                          |        | Es utilizado inmediatamente por encima de un colchón para protegerlo. Algunos también protegen al durmiente de alérgenos. |
| Cojín cervical                                                |        | Es un cojín pequeño cilíndrico decorativo utilizado para el soporte de vértebras cervicales o exclusivamente decorativo. Los cojines cervicales por lo general no tienen una abertura o cremallera; son normalmente cosidos cerrados, a pesar de que algunos diseños tienen un integrados abriendo en los fines.                                                               |
| Funda decorativa                                              |        | Las fundas decorativa para los cojines, a menudo diseñados con trims, ruffles, rebordes, o cording. La funda decorativa por lo general se colocan detrás de los faceruelos de dormir que a su vez se coloca en una funda normal. |
| Edredón                                                       |        | Los edredones son mantas en las que se intercala un relleno entre dos capas de tela y se cosen todas las capas para mantenerlas unidas. Los edredones de patchwork unen varias piezas de tela para formar una de las capas exteriores. |
| Faceruelo                                                     |        | Funda rectangular rellena de tamaño medio para reclinar la cabeza al dormir. Los faceruelos pueden ser de varios tamaños, estándar de unos 20" × 26", Reina (20" × 30"), o Rey (20" × 36") y difieren en firmeza, dependiendo si son para la espalda, el estómago o para dormir de lado.                                                                                       |
| Acerico                                                       |        | Un cojín decorativo pequeño para mayor comodidad. Actualmente los hay en diferentes formas y medidas. |

## Terminología
- Caída: La dimensión vertical de una falda de cama.
- Rebordeado: Incluye una banda decorativa de tejido recto o entallado; suele utilizarse para describir almohadas o fundas de almohada.
- Ropa de cama de hotel: sábanas con un elevado número de hilos y diseños sin adornos, comercializadas para imitar los materiales de ropa de cama que utilizan los hoteles. La expansión de los viajes de negocios ha creado una demanda de este tipo de productos por parte de los consumidores.
- Algodón Maco:  El algodón de fibra larga cultivado en Egipto, es un algodón de alta calidad con fibras más continuas que se utilizan para crear hilos. El hilo tiene un diámetro menor, pero es más fuerte que el de otros algodones. Un hilo más pequeño permite utilizar más hebras por pulgada cuadrada para crear tejidos más resistentes, más ligeros y transpirables. El algodón Mako se utiliza a menudo para fabricar sábanas y toallas de alta gama, que se comercializan como productos de lujo.
- Palliasse: Lecho de material resistente, relleno de materia orgánica, como paja o crin de caballo y utilizado como colchón.
- Algodón Pima: Un algodón de alto grado. Tiene la fibra larga similar al algodón Mako, que es lo que le confiere su suavidad y brillo, así como su durabilidad. Sus características superiores mejoran con el uso. El algodón Pima se utiliza para confeccionar sábanas, toallas y prendas de vestir de alta gama, que se comercializan como producto de lujo. Perú produce la mayor parte del algodón Pima del mundo.
- Plisado: Material que se cose en pliegues, como un abanico.
- A medida: Ajustado, es decir, hecho a la medida exacta de la cama.
- Número de hilos: Normalmente se mide como el número de hilos por pulgada cuadrada (es decir, 2,54 cm × 2,54 cm) o por 10 cm2 (es decir, 3,16 cm × 3,16 cm). Los dos métodos de medición darán como resultado un número de hilos diferente. Por ejemplo, un recuento de 250 hilos/pulg2 equivale a 31,2 hilos/cm2.
- Cobija o cobertor: Pequeño cobertor que suele utilizarse para abrigar y decorar; suele colocarse al final de la cama.

## Medidas de la ropa de cama
Las medidas de la ropa de cama están hechas basándose en las dimensiones de la cama y del colchón en la que se va a utilizar. Las medidas del colchón se pueden clasificar en las siguientes:
| Medidas de cama             | Sábana bajera     | Sábana encimera | Cubierta     |
| --------------------------- | ----------------- | --------------- | ------------ |
| Simple 90 cm × 190 cm       | 90 × 200 × 20 cm  | 180 × 260 cm    | 135 × 200 cm |
| Doble 140 cm × 190 cm       | 140 × 190 × 20 cm | 220 × 260 cm    | 200 × 200 cm |
| Real o King 160 cm × 200 cm | 160 × 200 × 20 cm | 265 × 275 cm    | 240 × 220 cm |
| Super Rey 200 cm×200 cm     | 200 × 200 × 20 cm | 280 × 290 cm    | 260 × 220 cm |

En España, las anchuras estandarizadas del colchón son en cm 90 (también denominada simple o sencilla), 105, 135 (en desuso), 140, 150 (en desuso), 160, 180, 200 y las larguras son de 190 y 200 cm. Las medidas se suelen denominar  directamente por su anchura en cm.

## Ropa de cama y salud
Existe ropa de cama especial para bebés y niños pequeños y ciertas enfermedades (ropa de cama médica) y se ha creado la llamada ropa de cama antidolor para ciertos pacientes y ancianos.
La ropa de cama mal ventilada y limpia es una fuente potencial de alergia y parasitosis (chinche de la cama, piojos, piojo púbico...); las sábanas y almohadas son, de hecho, el lugar de acumulación de escamas humanas que sirven de alimento a ciertos ácaros.
Durante ciertas epidemias (de peste y cólera en particular la ropa de cama se quemaba o desinfectaba en el caso del tifus y de parasitosis como la sarna, y en el caso de la tuberculosis han sido de interés para los médicos responsables de la profilaxis.
La ropa de cama en malas condiciones ha sido una de las cusas de la muerte de infantes.
Las velas, las lámparas de parafina y luego las colillas de cigarrillos con el desarrollo del tabaquismo han sido fuentes de incendios de colchones y ropa de cama, parfois mortels ou sources de brûlures graves en milieu carcéral. Productos antiincendios, antiácaros y antibióticos como nanoargent o fundas antiácaros podría ser una fuente de nuevas alergias o problemas de salud.
La ropa de cama, necesaria para dormir bien, es una de las segundas necesidades que proporciona la ayuda humanitaria y a veces se los llevan los refugiados durante las guerras.